# Pavol Suržin
Pavol Suržin (Szepessümeg, 1939. június 30. – Lőcse, 1992. február 28.) szlovák költő.

## Élete
Munkáscsaládból származott, 1953 és 1956 között Iglón járt iskolába. 1956-tól 1960-ig a prágai egyetemen orosz nyelvet és irodalmat tanult. A diploma megszerzése után középiskolai tanárként dolgozott Kassa közelében Hernádzsadányban.

## Munkássága
Az 1960-as évek elején debütált a Mladá tvorba magazinban.
1966-ban mutatkozott be Az emelkedő por című versgyűjteményével, amelyben aggodalmát fejezte ki az emberek fenyegetettsége miatt. Később visszatért ugyanahhoz a témához a V ťahu hrobov gyűjteményében. Az Aludj, gyönyörű Verona kötetében egy meghitt kapcsolatot ábrázol egy nővel. A természetes szeretet motívumait a Šašo v prstoch lásky gyűjteményében írta le. Az élet és a halál problémájáról, valamint a saját élete értelmének kereséséről szólnak a Tollak és sziklák és az Emlékek a kőbányáról kötetek.

## Művei
- Už stúpa prach (1966) Az emelkedő por
- Spi, krásna Verona (1968) Aludj, gyönyörű Verona
- V ťahu hrobov (1969) A sírok vonzásában
- Šašo v prstoch lásky (1973) Bohóc a szerelem ujjain
- Pokiaľ ma má život (1980) Amíg van élete
- Perie a skaly (1989) Tollak és sziklák
- Pamäti z kameňolomu (1992) Emlékek a kőbányáról
- Ondrej Zlacký (1994)
- Spln duše (2008) Teljes lélek[1][2]

## Fordítás
- Ez a szócikk részben vagy egészben  a   Pavol Suržin című szlovák Wikipédia-szócikk ezen változatának fordításán alapul.  Az eredeti cikk szerkesztőit annak laptörténete sorolja fel. Ez a jelzés csupán a megfogalmazás eredetét és a szerzői jogokat jelzi, nem szolgál a cikkben szereplő információk forrásmegjelöléseként.